# BNK저축은행

## 연혁
- 2012년 1월: BS금융지주가 프라임저축은행과 파랑새저축은행을 인수하여 BS저축은행 출범

- 2015년 3월: BNK저축은행으로 사명 및 CI 변경

## 영업점
- 강남금융센터
- 부산금융센터
- 여의도금융센터
- 해운대금융센터